# Gremlins – Secrets of the Mogwai
Gremlins – Secrets of the Mogwai (deutsch „Gremlins – Geheimnisse der Mogwai“) ist eine US-amerikanische computeranimierte Fantasy-Comedy-Fernsehserie, die als Prequel zu den beiden Horrorfilmen Gremlins – Kleine Monster (1984) und Gremlins 2 – Die Rückkehr der kleinen Monster (1990) dient. Die erste Staffel der Serie spielt im Shanghai der 1920er und behandelt die Abenteuer des zehnjährigen Sam Wings mit dem jungen Mogwai Gizmo. Die erste Folge feierte am 23. Mai 2023 ihre Premiere auf der Plattform des Streaminganbieters Max. Zurzeit ist die Serie nur in den USA, Großbritannien, Frankreich, Brasilien, Russland und Spanien verfügbar, eine deutsche Veröffentlichung steht also noch aus. Eine zweite Staffel wurde bereits im Februar 2021 noch vor der Veröffentlichung der ersten Staffel angekündigt. Sie wird im Herbst 2024 erscheinen und trägt den Titel „Gremlins: The Wild Batch“.

## Prämisse

### Staffel 1
In der ersten Staffel geht es darum, wie der 10-jährige Sam Wing den jungen Mogwai namens Gizmo kennenlernt. Zusammen mit einer jugendlichen Straßendiebin namens Elle begeben sich Sam und Gizmo auf eine gefährliche Reise durch die chinesische Landschaft, auf der sie bunten Monstern und Geistern aus der chinesischen Folklore begegnen und manchmal auch gegen sie kämpfen. Auf ihrem Weg, Gizmo zu seiner Familie zurückzubringen und einen legendären Schatz zu bergen, werden sie von Riley Greene, einem machthungrigen Industriellen, und seiner wachsenden Armee böser Gremlins verfolgt. Die Serie beschäftigt sich auch mit der Erschaffung der Mogwai durch die Göttin Nuwa und ihren Bruder Fuxi.

### Staffel 2
Ein Jahr nach den Ereignissen der ersten Staffel zieht es Sam und Elle nach San Francisco, wobei sie eine Reise antreten, die wieder einmal von Magie, Mysterien und Gremlin-Ärgernissen begleitet wird. Hierbei begeben sich die Helden tief in den amerikanischen Westen und treffen erneut auf übernatürliche Kreaturen sowie wenige mysteriöse Charaktere auf dem Weg.

## Besetzung

### Hauptdarsteller
- Izaac Wang als Sam Wing
- Ming-Na Wen als Fong Wing, Yin
- B. D. Wong als Hon Wing
- James Hong als Grandpa Wing
- Matthew Rhys als Riley Greene
- A. J. LoCascio als Gizmo, Bucky, Clam, Snout Jr., Evil Mogwai
- Gabrielle Nevaeh Green als Elle
- Calvin Shen als Radish
- Haviland Morris als Theodora a
- Simu Liu als Chang (Staffel 2)

### Nebendarsteller
- Eric Bauza als Sebastian, Noggin, Snout
- Dee Bradley Baker als Creature #2, Evil Mogwai, Lion
- Sungwon Cho als the Circusmaster
- Grey DeLisle als Claw, Duckface, Evil Mogwai
- Zach Galligan als Henchman #2. b
- Keisuke Hoashi als Wei
- Sandra Oh als Nüwa
- Randall Park als Yao / Odd-Odd
- George Takei als Noggin (intelligente Variante)
- Bowen Yang als Celestial Administrator
- Julie Nathanson als Warbler
- Keone Young als Fortune Telling Pigeon
- Ramona Young als Fox Spirit
- John Glover c
- Michael Paul Chan
- Ronny Chieng
- Keith David
- Will Forte
- Kelly Hu
- Jimmy O. Yang

Quellen:
Fußnoten

## Figuren
- Mogwai: kleine rundliche, plüschige Kreaturen, geschaffen von der Göttin Nüwa
- Gremlins: verdorbene, mörderische Mogwai, die für Unheil und Verwüstung sorgen (Generell gilt, sobald ein Mogwai nach Mitternacht gefüttert wird, verwandelt er sich in einen Gremlin.)

### Hauptfiguren
- Sam Wing (Izaac Wang): ein abenteuerlustiger 10-jähriger Junge, der an der chinesischen Mythologie Interesse hat und in der Apotheke seiner Eltern aushalf, sich jetzt aber gemeinsam mit Gizmo sowie Elle nach San Francisco auf die Reise begibt
- Gizmo (A. J. LoCascio): ein Vertreter der seltenen Mogwai-Rasse, Sams und Elles stetiger Begleiter
- Elle (Gabrielle Nevaeh Green): eine Straßendiebin, die im Kindesalter von Riley Greene entführt worden ist und für diesen gelegentlich Diebstahl begehen soll
- Radish (Calvin Shen): ein Straßenjunge mit einer Vorliebe für Rettich, wobei er sogar ein Gemüsestück als seinen Freund bezeichnet
- Chang (Simu Liu; Staffel 2): ein attraktiver, charmanter Schmuggler, ehemaliger Alcatraz-Insasse und Mitglied einer der mächtigsten sowie einflussreichen Familien im Chinatown von San Francisco, der Sam und Elle als Ortskundiger den Weg dorthin weist[6]
- Riley Greene (Matthew Rhys): ein reicher, krimineller Magnat, der in der Industriebranche tätig ist und die Weltherrschaft durch das Erlangen von Unsterblichkeit und die Begründung einer Gremlins-Armee anstrebt
- Ms. Claw (Grey DeLisle): ein weiblicher Gremlin mit auffällig scharfen Klauen und dem Bedürfnis nach Macht, die es liebt, Unruhe zu stiften, und anderen zu schaden

## Episoden

### Staffel 1
| Nr. (ges.) | Nr. (St.) | Originaltitel                          | Erstausstrahlung USA | Regie                             | Drehbuch         | Zusammenfassung |
| ---------- | --------- | -------------------------------------- | -------------------- | --------------------------------- | ---------------- | --- |
| 1          | 1         | Never Get Them Wet                     | 23. Mai 2023         | Michael Chang & Stephanie Gonzaga | Tze Chun         | Gizmo wird aus seiner Heimat gerissen, während der 10-jährige Sam Wing von seinem Großvater in Shanghai in eine Welt voller Magie und Gefahren eingeführt wird.                                                |
| 2          | 2         | Never Feed Them After Midnight         | 23. Mai 2023         | Vaughn Ross                       | Brendan Hay      | Sam muss sich entscheiden, ob er Gizmo in Sicherheit bringen oder in sein normales Leben zurückkehren will – eine Entscheidung, die durch eine Straßendiebin, ihren Chef und Wasser zusätzlich erschwert wird. |
| 3          | 3         | Always Buy a Ticket                    | 1. Juni 2023         | Stephanie Gonzaga                 | Anna Christopher | Das Vertrauen von Sam, Elle und Gizmo ineinander wird erschüttert, als sie in einem Zug sowohl von einem Fahrkartenkontrolleur als auch von einem übernatürlichen Fremden verfolgt werden.                     |
| 4          | 4         | Don't Drink the Tea                    | 1. Juni 2023         | Alexandra Chiu                    | Sarah Nerboso    | Ein wütender Sturm in der trostlosen Landschaft zwingt unsere Helden, bei einer allzu freundlichen Gastwirtin und ihren seltsam fügsamen Gästen Schutz zu suchen.                                              |
| 5          | 5         | Always Stab or Run                     | 8. Juni 2023         | Vaughn Ross                       | Peter Chen       | Die Nerven aller werden auf die Probe gestellt, als Sam, Elle und Gizmo Großvater Wings Karte durch einen dunklen, gefährlichen Wald folgen.                                                                   |
| 6          | 6         | Always Buy a God a Drink First         | 8. Juni 2023         | Stephanie Gonzaga                 | Brendan Hay      | Unsere Helden müssen Gizmos Schöpferin davon überzeugen, ihnen bei ihrer Suche zu helfen und dass die Menschen nicht nur schlecht sind.                                                                        |
| 7          | 7         | Never Squeeze a Fox                    | 15. Juni 2023        | Alexandra Chiu                    | Anna Christopher | Es ist ein Wettlauf mit der Zeit, bei dem Sam, Elle und Gizmo gegen furchterregende (und liebenswerte) Monster kämpfen, um in letzter Sekunde Gizmos Heimat zu erreichen.                                      |
| 8          | 8         | Never Hug a Mogwai                     | 15. Juni 2023        | Vaughn Ross                       | Sarah Nerboso    | Unsere Helden feiern, dass sie die Heimat der Mogwai erreicht haben. Kann dieser Sieg Sam helfen, Selbstvertrauen zu gewinnen, wenn er es am meisten braucht?                                                  |
| 9          | 9         | Never Give Up                          | 22. Juni 2023        | Stephanie Gonzaga                 | Brendan Hay      | Am Boden zerstört durch die jüngsten Misserfolge, muss Sam in sich blicken, um die Kraft zu finden, weiter zu kämpfen, obwohl Shanghai unter Beschuss steht.                                                   |
| 10         | 10        | Never Ever Expose Them to Bright Light | 22. Juni 2023        | Alex Chu                          | Tze Chun         | Als unsere Helden wieder vereint sind, wird ihr Vertrauen ineinander auf eine letzte Probe gestellt, da Feinde von allen Seiten auftauchen.                                                                    |

## Nominierung
Im Februar 2023 wurde die computeranimierte Fernsehserie als Kandidat zur Wahl von Best Animated Television Series or Special nominiert und verlor gegen die Fernsehserie Star Wars: The Bad Batch.